# Külsővat
Külsővat es un pueblo ubicado en el distrito de Pápa, en el condado de Veszprém, Hungría.

## Superficie
Posee una superficie de 19,31 kilómetros cuadrados.

## Demografía
Hasta 2019 la población era de 904 habitantes, con una densidad de población de 46,82 habitantes por kilómetro cuadrado.